# Municipio de Richfield (condado de Roscommon)
El municipio de Richfield (en inglés: Richfield Township) es un municipio ubicado en el condado de Roscommon en el estado estadounidense de Míchigan. En el año 2010 tenía una población de 3731 habitantes y una densidad poblacional de 19,73 personas por km².

## Geografía
El municipio de Richfield se encuentra ubicado en las coordenadas 44°20′30″N 84°27′4″O / 44.34167, -84.45111. Según la Oficina del Censo de los Estados Unidos, el municipio tiene una superficie total de 189.06 km², de la cual 178.65 km² corresponden a tierra firme y (5.5%) 10.41 km² es agua.

## Demografía
Según el censo de 2010, había 3731 personas residiendo en el municipio de Richfield. La densidad de población era de 19,73 hab./km². De los 3731 habitantes, el municipio de Richfield estaba compuesto por el 96.78% blancos, el 0.21% eran afroamericanos, el 0.8% eran amerindios, el 0.19% eran asiáticos, el 0.03% eran isleños del Pacífico, el 0.19% eran de otras razas y el 1.8% pertenecían a dos o más razas. Del total de la población el 1.05% eran hispanos o latinos de cualquier raza.